# Spezia Calcio 1906 2007-2008
Questa voce raccoglie le informazioni riguardanti lo Spezia Calcio nelle competizioni ufficiali della stagione 2007-2008.

## Stagione
La Stagione 2007-2008 vede lo Spezia classificarsi al 21º posto in classifica della Serie B, con conseguente retrocessione nella neonata Lega Pro Prima Divisione. La squadra parte subito con un punto di penalizzazione in classifica per la mancata presentazione di alcuni documenti in Lega, e, dopo un girone di andata passato tra luci ed ombre e sconfitte talvolta immeritate, con l'inizio del 2008 la crisi societaria esce allo scoperto, coinvolgendo anche l'ambito sportivo del club. I giocatori non ricevono gli stipendi da diversi mesi, e al mercato di gennaio vengono ceduti i pezzi migliori della squadra, che partita dopo partita perde posizioni il classifica, rimanendo comunque in gioco fino alla penultima giornata di campionato, in cui a Pisa arriva la matematica retrocessione. A marzo la società è rilevata da "Lo Spezia Siamo Noi", un'iniziativa nata dall'azionariato popolare che consente di portare perlomeno a termine la presente stagione, ma che fallisce poi l'obiettivo di trovare un nuovo acquirente al termine del campionato. La società Spezia Calcio 1906 si avvia quindi mestamente al fallimento, costringendo a far ripartire il calcio nella città dalle serie minori.
Lo Spezia è stato eliminato al primo turno della Coppa Italia, a causa della sconfitta (2-0) subìta il 14 agosto sul campo neutro di Fiorenzuola contro il Piacenza.

## Rosa
| N. |                      | Ruolo | Calciatore                  |
| -- | -------------------- | ----- | --------------------------- |
| 1  | Italia (bandiera)    | P     | Nicola Santoni              |
| 2  | Italia (bandiera)    | D     | Ferdinando Giuliano         |
| 3  | Italia (bandiera)    | D     | Marco Gorzegno              |
| 4  | Italia (bandiera)    | C     | Giuseppe Alessi             |
| 5  | Italia (bandiera)    | C     | Giovanni Fietta             |
| 5  | Italia (bandiera)    | C     | Lorenzo Lollo               |
| 6  | Italia (bandiera)    | C     | Gennaro Scarlato            |
| 6  | Italia (bandiera)    | C     | Mattia Biso                 |
| 6  | Italia (bandiera)    | D     | Marco Zamboni               |
| 7  | Italia (bandiera)    | D     | Marco Pecorari              |
| 7  | Rep. Ceca (bandiera) | C     | Ondřej Herzán               |
| 8  | Italia (bandiera)    | C     | Alfonso Camorani            |
| 9  | Italia (bandiera)    | D     | Paolo Ponzo                 |
| 9  | Italia (bandiera)    | A     | Francesco Zizzari           |
| 10 | Brasile (bandiera)   | C     | Guilherme Raymundo do Prado |
| 10 | Francia (bandiera)   | A     | Amadou Konte                |
| 11 | Italia (bandiera)    | A     | Massimiliano Guidetti       |
| 12 | Italia (bandiera)    | P     | Francesco Maiorani          |
| 13 | Italia (bandiera)    | D     | Davide Addona               |
| 14 | Italia (bandiera)    | D     | Samuele Buda                |
| 15 | Italia (bandiera)    | C     | Nicola Padoin               |
| 16 | Italia (bandiera)    | P     | Ivan Dazzi                  |
| 17 | Italia (bandiera)    | P     | Ivano Rotoli                |
| 17 | Italia (bandiera)    | D     | Andrea Senese               |
| 18 | Italia (bandiera)    | A     | Corrado Colombo             |

| N. |                      | Ruolo | Calciatore          |
| -- | -------------------- | ----- | ------------------- |
| 20 | Italia (bandiera)    | C     | Gianmarco Dura      |
| 21 | Italia (bandiera)    | D     | Davide Saverino     |
| 21 | Italia (bandiera)    | C     | Giorgio Di Vicino   |
| 22 | Italia (bandiera)    | C     | Alessio Manzoni     |
| 23 | Italia (bandiera)    | C     | Eder Baù            |
| 23 | Italia (bandiera)    | C     | Marco Iovine        |
| 24 | Italia (bandiera)    | D     | Giovanni Rossi      |
| 24 | Italia (bandiera)    | D     | Francesco Acerbi    |
| 27 | Uruguay (bandiera)   | A     | Sebastián Ribas     |
| 29 | Italia (bandiera)    | D     | Luca Ceccarelli     |
| 30 | Italia (bandiera)    | C     | Fabrizio Romondini  |
| 31 | Italia (bandiera)    | D     | Marco Zaninelli     |
| 33 | Nigeria (bandiera)   | A     | Isah Eliakwu        |
| 36 | Italia (bandiera)    | D     | Niccolò Barabino    |
| 46 | Italia (bandiera)    | C     | Alessandro Frara    |
| 53 | Argentina (bandiera) | D     | Cristian Fernández  |
| 57 | Italia (bandiera)    | P     | Rocco Pellegrino    |
| 68 | Italia (bandiera)    | C     | Alessio Del Padrone |
| 77 | Italia (bandiera)    | C     | Francesco Millesi   |
| 80 | Italia (bandiera)    | D     | Alberto Bianchi     |
| 87 | Italia (bandiera)    | D     | Luca Tedeschi       |
| 88 | Italia (bandiera)    | A     | Alessandro Triglia  |
| 89 | Italia (bandiera)    | A     | Salvatore Romeo     |
| 90 | Italia (bandiera)    | C     | Antonio Esposito    |

## Risultati

### Serie B

#### Girone di andata
| Arbitro: | Tommasi (Bassano del Grappa) |

|                                                 |           |                         |
| Cellini 23’ (rig.), 56’ (rig.) A. Cristiano 59’ | Marcatori | 2’ Manzoni 11’ Guidetti |

| Arbitro: | Trefoloni (Siena) |

|  |           |                             |
|  | Marcatori | 15’ Bombardini 83’ Adailton |

| Arbitro: | C. Russo (Nola) |

|                         |           |                          |
| Pinardi 54’ Longo 90+3’ | Marcatori | 5’ Guidetti 22’ Do Prado |

| Arbitro: | Lops (Torino) |

|  |           |                |
|  | Marcatori | 74’ Allegretti |

| Arbitro: | Scoditti (Bologna) |

|            |           |  |
| Cioffi 42’ | Marcatori |  |

| Arbitro: | Herberg (Messina) |

|                                                |           |  |
| Zaninelli 13’ Saverino 21’ (rig.) Guidetti 60’ | Marcatori |  |

| Arbitro: | Squillace (Catanzaro) |

|                 |           |  |
| Anaclerio 90+4’ | Marcatori |  |

| Arbitro: | Tommasi (Bassano del Grappa) |

|                                                                     |           |                     |
| C. Colombo 21’ Saverino 28’ (rig.) Guidetti 45+1’, 64’ Do Prado 52’ | Marcatori | 17’ Pià 31’ Bonucci |

| Arbitro: | Valeri (Roma) |

|                                       |           |                   |
| Zanchetta 36’ (rig.) Tiribocchi 90+4’ | Marcatori | 52’, 69’ Gorzegno |

| Arbitro: | Mazzoleni (Bergamo) |

|  |           |                 |
|  | Marcatori | 90+4’ Ricchiuti |

| Vicenza 27 ottobre 2007, ore 16:00 11ª giornata | Vicenza             | 0 – 0 | Spezia | Stadio Romeo Menti\| Arbitro: \| Gervasoni (Mantova) \| |
| Arbitro:                                        | Gervasoni (Mantova) |       |        |                                                         |

| Arbitro: | Giannoccaro (Lecce) |

|                |           |  |
| A. Bianchi 25’ | Marcatori |  |

| Arbitro: | C. Russo (Nola) |

|                       |           |                  |
| Succi 36’ Pivotto 90’ | Marcatori | 6’, 63’ Guidetti |

| Arbitro: | Scoditti (Bologna) |

|              |           |               |
| Do Prado 64’ | Marcatori | 41’ Santoruvo |

| Arbitro: | Herberg (Messina) |

|                 |           |               |
| Moscardelli 12’ | Marcatori | 85’ N. Padoin |

| Arbitro: | Lops (Torino) |

|                         |           |                   |
| Mengoni 25’ Salgado 72’ | Marcatori | 13’, 90’ Gorzegno |

| Arbitro: | Ayroldi (Molfetta) |

|  |           |                 |
|  | Marcatori | 76’ Ciaramitaro |

| Arbitro: | Banti (Livorno) |

|                                  |           |  |
| Guidetti 34’ Saverino 69’ (rig.) | Marcatori |  |

| Arbitro: | Squillace (Catanzaro) |

|                      |           |              |
| Godeas 19’, 49’, 83’ | Marcatori | 59’ Guidetti |

| Arbitro: | Rizzoli (Bologna) |

|              |           |                                                 |
| Guidetti 40’ | Marcatori | 5’ (rig.) Castillo 21’, 60’ Kutuzov 86’ Juliano |

| Arbitro: | Marelli (Como) |

|                                          |           |  |
| A. Lazzari 40’ Graffiedi 54’ A. Moro 88’ | Marcatori |  |

#### Girone di ritorno
| Arbitro: | Salati (Trento) |

|  |           |                  |
|  | Marcatori | 33’, 68’ Cellini |

| Arbitro: | Lops (Torino) |

|                                    |           |                          |
| Terzi 22’ Marazzina 23’ Bucchi 32’ | Marcatori | 52’ Millesi 77’ Guidetti |

| Arbitro: | Squillace (Catanzaro) |

|                            |           |                        |
| Ceccarelli 30’ Millesi 87’ | Marcatori | 4’ Bruno 90+3’ Pinardi |

| Trieste 12 febbraio 2008, ore 20:30 25ª giornata | Triestina          | 0 – 0 | Spezia | Stadio Nereo Rocco\| Arbitro: \| Scoditti (Bologna) \| |
| Arbitro:                                         | Scoditti (Bologna) |       |        |                                                        |

| La Spezia 16 febbraio 2008, ore 16:00 26ª giornata | Spezia          | 0 – 0 | Ascoli | Stadio Alberto Picco\| Arbitro: \| C. Russo (Nola) \| |
| Arbitro:                                           | C. Russo (Nola) |       |        |                                                       |

| Arbitro: | Velotto (Grosseto) |

|                                   |           |                            |
| Amerini 5’ Eder 17’ Lodi 19’, 23’ | Marcatori | 38’ A. Bianchi 85’ Eliakwu |

| Arbitro: | Cavarretta (Trapani) |

|             |           |                    |
| Eliakwu 73’ | Marcatori | 41’ Gemiti 70’ Nef |

| Arbitro: | Palanca (Roma) |

|                |           |             |
| P. Barreto 66’ | Marcatori | 86’ Millesi |

| Arbitro: | Damato (Barletta) |

|             |           |            |
| Eliakwu 72’ | Marcatori | 74’ Valdes |

| Arbitro: | Ciampi (Roma) |

|                                              |           |                          |
| Vantaggiato 9’, 47’ G. Greco 58’, 69’ (rig.) | Marcatori | 32’ Camorani 86’ Zizzari |

| Arbitro: | Dondarini (Finale Emilia) |

|                    |           |            |
| Eliakwu 34’ (rig.) | Marcatori | 18’ Capone |

| Arbitro: | Lops (Torino) |

|            |           |  |
| Taddei 47’ | Marcatori |  |

| Arbitro: | Velotto (Grosseto) |

|                          |           |  |
| Eliakwu 34’ Guidetti 86’ | Marcatori |  |

| Arbitro: | Girardi (San Donà di Piave) |

|                           |           |              |
| Cavalli 47’ Santoruvo 56’ | Marcatori | 8’ Di Vicino |

| Arbitro: | Romeo (Verona) |

|              |           |  |
| Guidetti 84’ | Marcatori |  |

| Arbitro: | Rocchi (Firenze) |

|                                |           |                           |
| Eliakwu 11’ (rig.) Zizzari 51’ | Marcatori | 32’ (rig.), 76’ Pellicori |

| Arbitro: | Gervasoni (Mantova) |

|                                                                   |           |  |
| Pellissier 4’, 8’ Marcolini 40’ Obinna 53’ (rig.) Bentivoglio 79’ | Marcatori |  |

| Messina 10 maggio 2008, ore 16:00 39ª giornata | Messina                   | 0 – 0 | Spezia | Stadio San Filippo\| Arbitro: \| Dondarini (Finale Emilia) \| |
| Arbitro:                                       | Dondarini (Finale Emilia) |       |        |                                                               |

| Arbitro: | Rizzoli (Bologna) |

|  |           |            |
|  | Marcatori | 81’ Corona |

| Arbitro: | Damato (Barletta) |

|             |           |  |
| Genevier 8’ | Marcatori |  |

| Arbitro: | Pinzani (Empoli) |

|                          |           |                                     |
| Guidetti 42’ Eliakwu 71’ | Marcatori | 31’ (rig.) Pichlmann 74’ A. Lazzari |

### Coppa Italia
| Arbitro: | Orsato (Schio) |

|                            |           |  |
| Anaclerio 74’ Patrascu 87’ | Marcatori |  |